# Aubry-le-Panthou
Aubry-le-Panthou là một xã thuộc tỉnh Orne vùng Normandie tây bắc nước nước Pháp. Xã này nằm ở khu vực có độ cao trung bình 172 mét trên mực nước biển.